# Romano Artioli
Romano Artioli (født 1932 i Mantova) er en italiensk entreprenør og tidligere ejer af Bugatti og Lotus. Før dette opbyggede Artioli sin formue som importør af Suzukier.
Under Artiolis styring blev Bugatti genoplivet. Firmaet producerede en enkelt bil, Bugatti EB110, under hans lederskab før virksomheden blev købt af Volkswagen Group.
Artioli købte Lotus fra General Motors i august 1993. Han solgte størstedelen af aktierne til Proton i 1996 for at dække sine tab som følge af insolvens af Bugatti, men forblev i bestyrelsen som Special Projects-leder indtil 1998.
Lotus Elise blev navngivet efter Romano Artiolis barnbarn.